# Saint-Bauzeil

Saint-Bauzeil este o comună în departamentul Ariège din sudul Franței. În 1 ianuarie 2022 avea o populație de 57 de locuitori.